# Karl Franz Fürst
Karl Franz Fürst (* 13. April 1906 in Ruma, Syrmien, Österreich-Ungarn; † 1983 in Graz) war ein  Maler und Zeichner.

## Leben und Werk
Karl Franz Fürst studierte zunächst an der Kunstgewerbeschule Graz Modellieren bei Wilhelm Gösser und Aktzeichnen bei Anton Marussig. Ab 1925 bildete er sich per Studium an der Akademie der bildenden Künste Wien bei Wilhelm Dachauer fort. Fürst bestand 1931 die Lehramtsprüfung und arbeitete in der Folge als Kunsterzieher. Am 12. Mai 1938 beantragte er die Aufnahme in die NSDAP und wurde rückwirkend zum 1. Mai desselben Jahres aufgenommen (Mitgliedsnummer 6.296.822). 1940 kam er als Kriegsteilnehmer in sowjetische Kriegsgefangenschaft. Nach seiner Rückkehr betätigte er sich als freischaffender Künstler. Ab 1957 bis zum Ruhestand 1973 war er erneut in der Schule tätig.
Fürst hatte Ausstellungen in Ruma (Banat), Sarajevo, Graz (Landesmuseum Joanneum, Künstlerhaus Graz) und Sindelfingen.

## Auszeichnungen
- 1929 Füger-Preis
- 1934 Staatspreis-Medaille
- 1935 Medaille der Stadt Graz
- 2002 erfuhr er posthum eine Ausstellung Karl Franz Fürst – Retrospektive im Foyer des Netzwerk Krainerhaus, Graz